# Jo Woodcock
Jo Woodcock (* 9. September 1988 in Kent, England) ist eine britische Schauspielerin. Obwohl Woodcock seit dem Jahr 2000 aktiv ist, wurde sie durch ihre von der Kritik gefeierten Auftritte als Alice in der Miniserie Zerrissen im Jahr 2007 und als Liza-Lu Durbeyfield in der Miniserie Tess of the d'Urbervilles im Jahr 2008 bekannt. Sie trat als Celia Radley in Das Bildnis des Dorian Gray, der Verfilmung von Oscar Wildes gleichnamigen Roman aus dem Jahr 2009, auf.

## Karriere
Jo Woodcock wurde am 9. September 1988 in Tunbridge Wells in Kent geboren. Sie begann ihre Schauspielkarriere im Jahr 2000 im Alter von zwölf Jahren mit der Hauptrolle der Jessica in dem britischen Krimidrama Hero of the Hour. Nach einer fünfjährigen Pause nahm Woodcocks Karriere Fahrt auf. In den Jahren 2005 und 2006 trat sie sowohl in Fernseh- als auch in Bühnenproduktionen auf. Insbesondere hatte sie einen Auftritt in der langjährigen britischen Medizinserie Casualty. 2005 verkörperte sie außerdem die junge Estella in der Bühnenproduktion von Charles Dickens’ Große Erwartungen, wo sie vom British Theatre Guide für ihre „starke Leistung“ gelobt wurde. 2007 spielte sie neben den erfahrenen britischen Schauspielern Holly Aird und Bradley Walsh die Rolle der Alice in der Miniserie Zerrissen.
Ihr Auftritt in Torn führte im folgenden Jahr zu einer Reihe von Rollen in etablierten Serien wie Waking the Dead – Im Auftrag der Toten, Agatha Christie’s Poirot und Silent Witness. Ihre bemerkenswerteste Rolle war 2008 die Fernsehadaption von Tess of the D’Urbervilles als Liza-Lu Durbeyfield. Im Jahr 2009 gab es weitere Rollen, in der sie in der BBC-Serie All The Small Things als Georgia Caddick an der Seite von Sarah Alexander, Sarah Lancashire und Richard Fleeshman auftrat. Später in diesem Jahr spielte sie die Figur der Celia Radley in Das Bildnis des Dorian Gray, der Verfilmung von Oscar Wildes gleichnamigen Roman, und hatte auch eine kleine Rolle in der Miniserie Collision, bevor sie durch ihre Rolle in der BBC-One-Dramaserie Land Girls weitere Aufmerksamkeit erreichte. Sie spielte die Rolle der Bea Holloway und war, abgesehen von einer Pause in der zweiten Staffel, von Anfang bis zum Ende der Serie im Jahr 2011 dabei.
Nach Land Girls trat sie weiterhin in einer Reihe von Produktionen auf. 2011 trat sie erst in ihrem zweiten Film Powder auf, in dem es um die Versuche einer Rockband geht, in der britischen Musikszene Fuß zu fassen. Woodcock musste nicht nur die üblichen Drogen und Exzesse der Branche zeigen, sondern sich auch für eine dramatische Szene ausziehen. Obwohl der Film von Kevin Sampson aus seinem eigenen Roman von 1999 adaptiert wurde, erhielt er einige negative Kritiken von Zeitungen wie dem Guardian und dem Observer. Später in diesem Jahr trat sie in der Anthologiereihe Moving On in der Folge Poetry of Silence sowie im Kurzfilm Graceland auf.
Im Jahr 2012 war sie in drei der fünf Teilen der Anthologieserie True Love zu sehen, die vollständig improvisiert waren. Im folgenden Jahr trat sie in Episoden von Inspector Barnaby und Death in Paradise auf. Anschließend spielte sie in dem Horrorfilm Perfect Skin mit, der 2018 in die Kinos kam. Im März 2022 war sie in einer Folge der BBC-Seifenoper Doctors als Melissa Benson zu sehen.

## Filmografie (Auswahl)

### Filme
- 2000: Hero of the Hour (Fernsehfilm)
- 2007: Agatha Christie’s Marple – Kurz vor Mitternacht (Towards Zero, Fernsehfilm)
- 2008: Agatha Christie’s Poirot – Die Katze im Taubenschlag (Cat Among the Pigeons, Fernsehfilm)
- 2009: Das Bildnis des Dorian Gray (Dorian Gray)
- 2011: Powder
- 2011: Graceland (Kurzfilm)
- 2014: 3 Sides of the Coin
- 2016: Kill Pill (Kurzfilm)
- 2016: Monochrome
- 2018: Perfect Skin – Ihr Körper ist seine Leinwand (Perfect Skin)

### Serien
- 2005: The Bill (Episode 21x32)
- 2006, 2014: Casualty (2 Episoden)
- 2007: Zerrissen (Torn, Miniserie, 3 Episoden)
- 2007, 2022: Doctors (2 Episoden)
- 2008: Waking the Dead – Im Auftrag der Toten (Waking the Dead, 2 Episoden)
- 2008: Tess of the D’Urbervilles (Miniserie, 4 Episoden)
- 2009: All the Small Things (6 Episoden)
- 2009: Collision (Miniserie, 4 Episoden)
- 2009–2011: Land Girls (10 Episoden)
- 2013: Inspector Barnaby (Episode 15x05)
- 2013: Death in Paradise (Episode 2x07)